# Aspro-Mavro
"Aspro Mavro" (alfabeto grego: "Άσπρο-μαύρο", tradução portuguesa : "Branco-Preto") foi a canção selecionada para representar Chipre no Festival Eurovisão da Canção 1987, interpretada em grego por  Alexia. Foi a 17.ª canção a ser interpretada na noite do festival, a seguir à canção alemã "Laß die Sonne in dein Herz" , interpretada pela banda Wind e antes da canção finlandesa "Sata salamaa", interpretada por Vicky Rosti e Boulevard. A canção cipriota terminou em sétimo lugar e recebeu um total de 80 pontos. 

## Autores
- Letrista: Maria Papapaulou
- Compositor: Andreas Papapaulou
- Orquestrador: Jo Carlier

## Letra
A letra fala-nos de uma rapariga a lembrar-se de um homem que ela viu num comboio, mas cuja única coisa que lhe vem à memória era o fa(c)to de ele tocar piano (daí o "Branco-Preto" do título da canção)